# Belvosia omissa
Belvosia omissa là một loài ruồi trong họ Tachinidae.